# Paulina Hermann

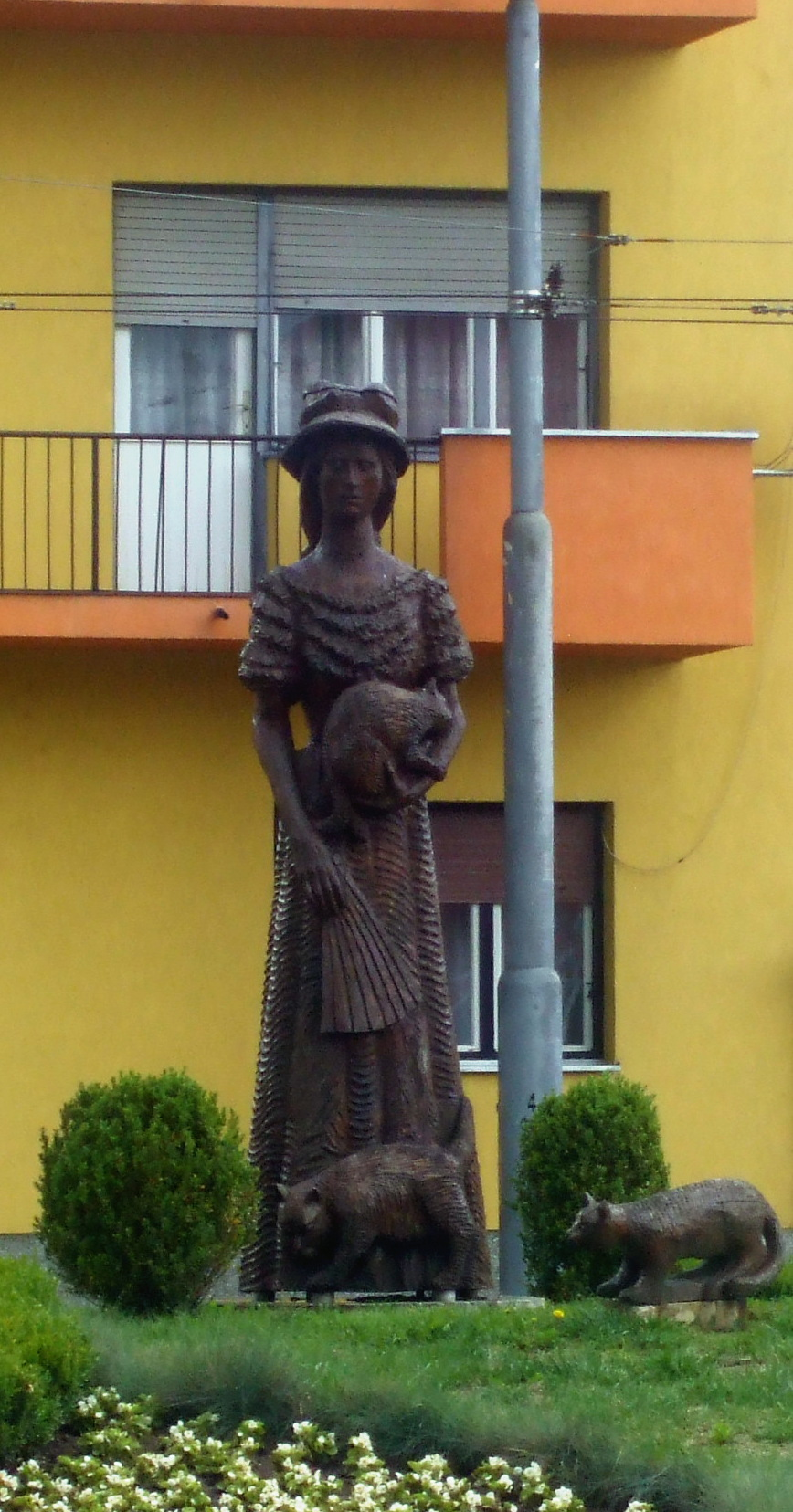
Paulina-Hermann-Standbild im Industrieviertel der Stadt Osijek in Kroatien

Paulina Carolina Theresia Hermann, geborene Lobe (* 1. Juni 1859 in Nova Gradiška; † 9. Februar 1938 in Osijek), war eine wohlhabende Bürgerin von Osijek und Namensgeberin der denkmalgeschützten Villa Mačkamama sowie einer Straßenbahnhaltestelle gleichen Namens.

## Leben
Paulina Hermann war die Tochter von Carl Lobe und Paulina Lobe, geborene Blau. Sie stammt aus einer reichen Familie, ihren Eltern gehörten ein Haus, ein Hotel und eine Bierbrauerei in Nova Gradiška. Sie hatte drei jüngere Brüder: Max (1869–1933), Miroslav (1861–1938) und Richard (1874–1928). Zwischen den 1880er und 1890er Jahren kam sie nach Osijek und blieb dort ungefähr fünfzig Jahre lang – bis zum Ende ihres Lebens. 
Es wird angenommen, dass sie ihren ersten Ehemann, Dragutin Hermann (1849–1927), Anfang des 20. Jahrhunderts heiratete, da sie zu dieser Zeit endgültig nach Osijek übersiedelte. Durch die Heirat mit ihm kam sie in die reiche Osijeker Familie Hermann. Ihr Ehemann war ein reicher und respektierter Bürger. 1901 wurde das Ehepaar zu Besitzern des Grundstückes im Industrieviertel, 1901 wird Paulina Hermann die einzige Eigentümerin. 1915 beantragte sie die Veränderung ihres Nachnamens – vermutlich lebte sie schon damals getrennt von ihrem Ehemann. In den 1920er Jahren gab sie Geld für den Bau von Altären in der Kirche St. Peter und Paul in Osijek und für das Denkmal an den Bischof Josip Juraj Strossmayer. Zu dieser Zeit versuchte sie ihr Eigentum im Industrieviertel zu verkaufen. 1927 kaufte sie ein großes einstöckiges Haus in der Županijska-Straße, einer der wichtigsten Straßen in Osijek. Dieses Haus trägt bis heute den Spitznamen von Paulina Hermann Mačkamama.
Nachdem ihr Mann 1927 gestorben war, heiratete sie Anfang der 1930er Jahre erneut, diesmal den Baron Wessely. Allmählich kam sie wegen ihres verschwenderischen Lebensstils in eine finanzielle Krise und in Konflikt mit ihrer Umgebung. Ein Entmündigungsverfahren wurde eingeleitet.
Wegen ihrer Schulden wurde 1937 der größte Teil ihres Eigentums versteigert, den Rest bekamen ihre Töchter Friedreika Hermann-Löibner und Angelina Hermann. Sie starb nach längerer Krankheit in ihrem Haus in der Županijska-Straße.

## Legende
Während der Name „Mačkamama“ in Osijek wohlbekannt ist, ist über Paulina Hermann nicht viel bekannt.
Die meisten Informationen über ihren Charakter stammen von den älteren Bewohnern der Stadt, die sich noch an sie erinnern können. Sie beschreiben sie als eine exzentrische und reiche Frau, die in ihrem Haus Feste organisierte und wegen ihres verschwenderischen Lebensstils und vor allem der Liebe zu Haustieren bankrottierte. Gerade wegen dieser Liebe zu Haustieren ist sie am bekanntesten – deswegen bekam sie auch den Spitznamen „Katzenmutter“. Sie besaß tatsächlich eine große Anzahl von Katzen, aber sie hatte auch Hunde, Tauben und andere Tiere. Darunter war auch ein Löwe, den sie vergeblich zu verkaufen versuchte, um ihre Steuerschulden zu bezahlen. Angeblich beerdigte sie ihre Haustiere auch, bei dem Bau des Kindergartens in den 1970ern soll man Skelette von Katzen gefunden haben. 
Es gibt Spekulationen, dass sie geistesgestört war. Tatsache ist, dass ihr Haus entseucht werden musste und dass sie sich gegen Ende ihres Lebens aus der Öffentlichkeit zurückzog. Weniger bekannt ist, dass sie auch als eine intelligente Frau angesehen wurde, die immer hilfsbereit war. Die Zeitung „Slavonski List“ schrieb nach ihrem Tod, dass sie die Türen ihres Schlosses für die Armen immer offen hielt und dass Obdachlose dort kostenlos übernachten konnten. Angeblich ging kein armer Mensch von ihr mit leeren Händen weg.
Die Geschichte, die die „Katzenmutter“ umgibt, hat zusammen mit der Authentizität des Gebäudes dazu beigetragen, dass das Schloss als Kulturdenkmal registriert wurde.

## Denkmal
Am 2. Dezember 2006 wurde in der Stadt Osijek eine neue Straßenbahnlinie in der Richtung des Industrieviertels eingeführt. Die erste Haltestelle wurde nach der Legende von Paulina Hermann „Mačkamama“ benannt. Gleichzeitig wurde auch ihr Denkmal, das sich in der Mitte der Wendeschleife befindet, enthüllt. Die Statue aus slawonischem Eichenholz wurde nach einer alten Fotografie von Paulina Hermann angefertigt. Die Statue zeigt sie mit einem charakteristischen Hut auf dem Kopf, einem Fächer in einer Hand und einer Katze in der anderen. Dazu wurden noch 10 weitere Katzen, die sie umgeben sollten, geplant, zurzeit gibt es vier. Die Autoren des Projektes sind Mitglieder der Ernestinover Kolonie, deren bekanntestes Mitglied Mato Tijardović auch ein Bewohner des Industrieviertels ist.